# Callithrix acariensis
Mico acariensis · Ouistiti du Rio Acarí
Espèce
Synonymes
- Callithrix acariensis

Statut de conservation UICN

 LC  : Préoccupation mineure
Statut CITES
Le Ouistiti du Rio Acarí (Mico acariensis ou Callithrix acariensis) est une espèce de primate de la famille des Callitrichidae.

## Description
Avant-corps (manteau, nuque, front, gorge, poitrine, arrière-bras) blanc neige. Haut du dos grisâtre, la plus grande partie du dos gris sombre et la croupe teintée d’orange. Une large raie blanche (2 cm) court le long de la cuisse et de la hanche (raie typique du sous-groupe). Ventre et intérieur des membres orange brillant. Cuisses et les pieds orange. Avant-bras blanc-gris mêlé d’orange. Queue noire à extrémité orange brillant. Tête à couronne gris clair ou blanche. Face nue avec une peau rose ou chair, pigmentée de noir autour des yeux, sur le côté des narines et sur le menton. Il existe une étroite zone triangulaire de poils noirs sur le nez. Oreilles pigmentées de sombre et couvertes de quelques poils blancs. Les parties génitales des deux sexes sont hypertrophiées et de couleur blanche. Cette espèce est plus colorée et plus claire que les autres espèces de son sous-groupe, Mico melanurus, Mico saterei, Mico mauesi et Mico humeralifer.
Corps 24 cm. Queue 35 cm. Poids 420 g.

## Locomotion
Quadrupède.

## Comportements basiques
Diurne et arboricole.

## Alimentation
Frugivore, gommivore et insectivore.

## Conservation
Néant.

## Statut
Insuffisamment documenté.

## Autres noms
Rio Acarí marmoset. Sagüi, sauím (Brésil).

## Distribution

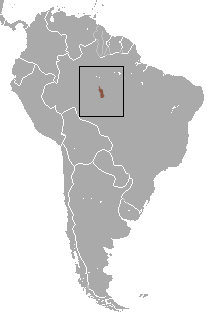
Carte de distribution.

Nord du Brésil au sud du Rio Madeira. Entre le Rio Acarí à l’ouest et le Rio Sucundurí à l’est, avec une extension au sud-ouest jusqu’à la rive droite du bas Rio Roosevelt (à l’extrémité australe de la distribution du Ouistiti à jambes jaunes (Mico chrysoleucus) et une limite australe quelque part entre la rive droite du Rio Roosevelt et la rive gauche du Rio Juruena où il entre en contact avec l’Ouistiti à queue noire (Mico melanurus).

## Habitat
Forêt pluviale.